# Kathie Lee Gifford
Kathie Lee Gifford (nata Kathryn Lee Epstein; Parigi, 16 agosto 1953) è una conduttrice televisiva, cantante e attrice statunitense.

## Biografia
Nata a Parigi da genitori statunitensi, il padre era un sottufficiale della Marina di stanza in Francia al momento della sua nascita.
Ha vissuto in Oklahoma, dove ha studiato recitazione e musica dopo il diploma.
Negli anni '70 comincia la sua carriera in televisione come cantante nel programma televisivo Name That Tune. Nei primi anni '80 è corrispondente e conduttrice sostituta del programma Good Morning America.
Nel giugno 1985 diventa co-conduttrice del The Morning Show (WABC-TV) con Regis Philbin. Il programma cambia nome nel 1988 e diventa Live! with Regis and Kathie Lee, permettendo alla conduttrice di diventare celebre a livello nazionale. Philbin e Gifford sono stati nominati congiuntamente per otto anni consecutivi (dal 1993 al 2000) come "Outstanding Talk Show Host" durante i Daytime Emmy Awards. La Gifford lasciò lo show nel luglio 2000.
Insieme a Regis Philbin ha anche condotto la cerimonia di Miss America dal 1991 al 1995.
Nel 1996, mentre era testimonial della linea di vestiario della Wal-Mart per cinque milioni di dollari all'anno, in diretta sulla televisione nazionale gli viene contestato che la linea di capi viene prodotta da bambini dell'Honduras che lavorano 20 ore al giorno a 31 centesimi l'ora: scioccata, scoppiò a piangere e da quella sera divenne un'attivista impegnata contro lo sfruttamento del lavoro.   
Nel marzo 2008 viene annunciata dalla NBC diventa co-conduttrice dello spazio mattutino The Today Show. Nel 2010 ha vinto il suo primo Daytime Emmy come parte del team di Today. La sua ultima apparizione in questo show risale al 5 aprile 2019. Vince il Daytime Emmy nel 2019 nella categoria "Outstanding Informative Talk Show Host".
Gifford è apparsa come ospite in film e serie televisive, e ha pubblicato diversi album indipendenti su CD, tra cui The Heart of a Woman del 2000, contenente il singolo Love Never Fails. Inoltre è stata testimonial di diverse pubblicità.
Ha scritto il libro e il testo di Saving Aimee, un musical teatrale sull'evangelista Aimee Semple McPherson, presentato per la prima volta nel 2007 in Virginia. Lo spettacolo, poi reintitolato Scandalous: The Life and Trials of Aimee Semple McPherson, è stato interpretato a Broadway nel 2012.
Ha svolto anche il ruolo di doppiatrice, in particolare nelle serie animate Hercules del 1998 e Higglytown Heroes - 4 piccoli eroi del 2004. Interpreta se stessa nel film televisivo Sharknado 3 del 2015.
Ha scritto numerosi libri autobiografici: Just When I Thought I'd Dropped my Last Egg: Life and Other Calamities (2010), The Rock, the Road and the Rabbi (2018) e It’s Never Too Late: Make the Next Act of Your Life the Best Act of Your Life (2020), un libro sulla sua fede cristiana nel 2021 e libri per bambini.
È attiva anche nel mondo della beneficenza: è ambasciatrice per l'organizzazione senza scopo di lucro Childhelp, dedicata ai minori; ha costruito e finanziato due rifugi per bambini ammalati a New York.
Nel 2018 recita nel film natalizio Un Natale con amore. Nel 2020 è attrice nel film Un incontro inaspettato (Then Came You) insieme a Craig Ferguson per la regia di Adriana Trigiani.
Nell'aprile 2021 riceve una stella sulla Hollywood Walk of Fame per il suo contributo nell'industria televisiva.

### Vita privata
Nel 1976 ha sposato il compositore Paul Johnson, divorziando nel 1982.
Si è sposata una seconda volta nel 1986 con Frank Gifford, giocatore di football americano e commentatore televisivo di 23 anni più grande di lei. La coppia ha avuto due figli, Cody Gifford (1990) e Cassidy Gifford (1993), diventata poi modella e attrice. Frank Gifford è deceduto nel 2015.
Filmografia Parziale
- Un Natale con amore (A Godwink Christmas), regia di Michael Robison - film TV (2018)